# Dysauxes silvatica
Dysauxes silvatica är en fjärilsart som beskrevs av Ebert 1969. Dysauxes silvatica ingår i släktet Dysauxes och familjen björnspinnare. Inga underarter finns listade i Catalogue of Life.